# Cadillac Eldorado (1979–1985)
Der Cadillac Eldorado der Modelljahre 1979 bis 1985 ist ein Personal Luxury Car der zum US-amerikanischen Hersteller General Motors gehörenden Automarke Cadillac. Das Fahrzeug war nach dem Fleetwood Eldorado von 1967 und dem Fleetwood Eldorado von 1971 das dritte Modell der Marke, das mit Frontantrieb ausgestattet war und zugleich der erste Cadillac der Nachkriegszeit, der kleiner war als das Modell, das er ablöste. Der zunächst nur als Coupé, später aber auch als Cabriolet erhältliche Eldorado teilte sich die Technik mit den Parallelmodellen Buick Riviera und Oldsmobile Toronado sowie – ab 1980 – mit dem viertürigen Cadillac Seville.

## Hintergrund
Die Eldorado-Baureihe war seit 1953 regelmäßiger Bestandteil der Modellpalette Cadillacs. In den ersten 13 Jahren handelte es sich dabei um hochwertig ausgestattete Cabriolets, die in der Cadillac-Hierarchie oberhalb des regulären Series 62 Convertible angesiedelt waren, wenngleich sie regelmäßig die Technik des Basismodells einschließlich des seinerzeit üblichen Hinterradantriebs verwendeten. Im ersten Jahrgang betrug die Preisdifferenz zwischen dem Eldorado und dem Series 62 mehr als 3.500 US-$; danach reduzierte sie sich jeweils auf 1.500 bis 2.000 US-$. Bis 1958 hatten die Eldorado-Modelle eigenständige Karosserien, die sie äußerlich von den Standard-Cadillacs abhoben. Ab 1959 hingegen übernahmen die Eldorado auch die Karosserie der Cadillacs Standard-Cabriolets. Die Modelle hießen nun Eldorado Biarritz (bis 1965) bzw. Fleetwood Eldorado (1966). Die Jahresproduktion lag in den 1960er-Jahren regelmäßig im unteren vierstelligen Bereich.
Zum Modelljahr 1967 kam es zu einer Neuausrichtung des Eldorado. Er wurde technisch und stilistisch von Cadillacs Standardmodellen gelöst und zu einem gänzlich eigenständigen Oberklassecoupé weiterentwickelt. Zur technischen Neupositionierung des Modells gehörte die Hinwendung zum Frontantrieb, der in dieser Klasse ein Novum darstellte. Nach knapp vierjähriger Produktion erschien im August 1971 die zweite Generation der Frontantriebs-Eldorados, die größer, schwerer und unhandlicher war und als größter frontgetriebener Personenkraftwagen der Welt galt. In den Jahren der Ölkrisen ließ sich der große Eldorado nur schwer verkaufen; die Absätze blieben regelmäßig weit hinter denen der Konkurrenzmodelle von Lincoln zurück.
Nachdem Cadillac zum Modelljahr 1977 bereits die neue Generation seiner Standardmodelle DeVille und Fleetwood Brougham in der Größe und im Gewicht reduziert hatte (sog. Downsizing), setzte das Unternehmen diese Entwicklung zwei Jahre später bei der dritten Generation des frontgetriebenen Eldorado fort. Das im Spätsommer 1978 erschienene Coupé, das dem Modelljahr 1979 zugeordnet wurde, war mehr als 50 cm kürzer und 500 kg leichter als sein Vorgänger, hatte aber dennoch im Innenraum ein größeres Platzangebot.  Der verkleinerte Eldorado erschien unmittelbar vor dem Ausbruch der Zweiten Ölkrise und wurde von der Presse als „das richtige Auto zur richtigen Zeit“ wahrgenommen. Im Gegensatz zu seinem Vorgänger übertraf er regelmäßig die Absätze der konkurrierenden Lincoln-Modelle.
Die Modellbezeichnung änderte sich. Mit Einführung der dritten Generation verlor das Modell die bislang verwendete Zusatzbezeichnung „Fleetwood“; das Coupé hieß ab 1979 nur noch Eldorado.

## Modellbeschreibung
Der Eldorado basierte wie die Schwestermodelle Buick Riviera und Oldsmobile Toronado auf der E-Plattform von General Motors. Die Technik und die Rohkarosserien aller Modelle waren weitgehend identisch, die äußeren Karosserieteile waren aber eigenständig.

### Fahrwerk und Antriebstechnik
Der Eldorado hatte ein neu konstruiertes Fahrwerk. Hinten waren die Räder nunmehr einzeln aufgehängt. Die für US-amerikanische Modelle jener Zeit unübliche Einzelradaufhängung war raumökonomischer als die bisher verwendete Starrachse. Sie trug dazu bei, das Platzangebot im Innen- und im Kofferraum trotz geringerer Außenabmessungen zu verbessern. Alle Eldorados hatten serienmäßig Scheibenbremsen vorn und hinten; eine elektronisch gesteuerte Niveauregulierung gehörte ebenfalls zur Serienausstattung.

### Motorisierung und Kraftübertragung

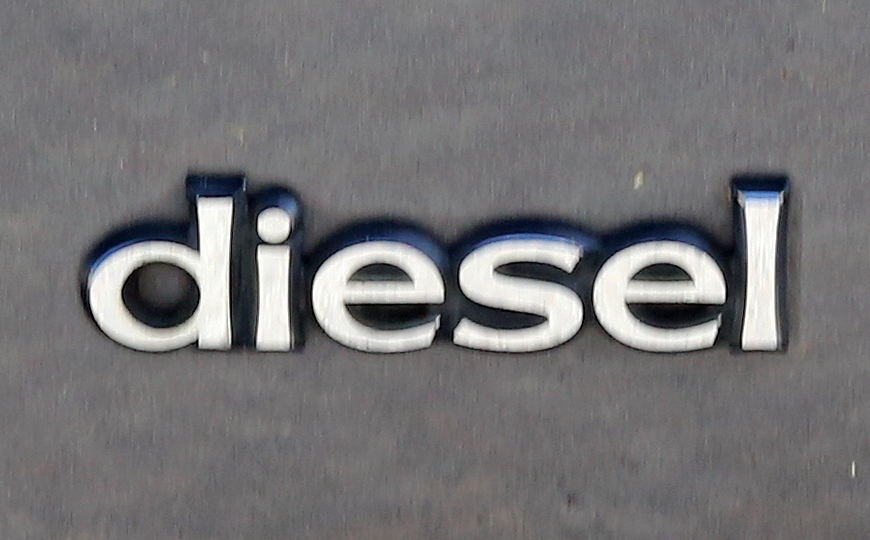
Neu in der US-amerikanischen Oberklasse: Ein Dieselmotor

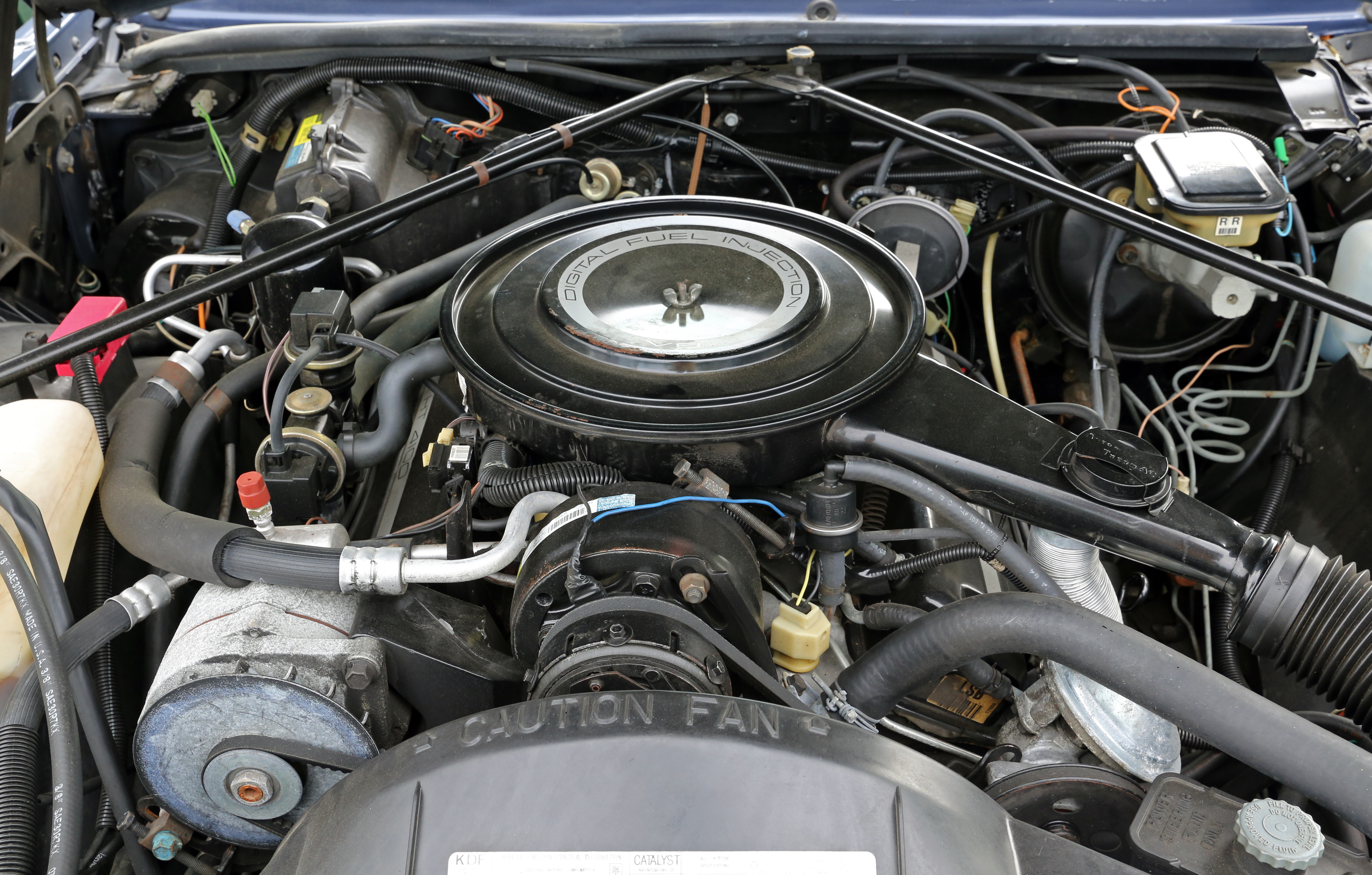
Cadillacs 4,1 Liter großer „High Technology“-Achtzylinder-Ottomotor

Im Laufe der Jahre bot Cadillac fünf verschiedene Ottomotoren sowie einen Dieselmotor für den Eldorado an. Die Entwicklung war maßgeblich davon getragen, den schrittweise strenger werdenden gesetzlichen Anforderungen an den Abgasausstoß und an den Flottenverbrauch (Corporate Average Fuel Economy – „CAFE“ –) gerecht zu werden. Damit einher ging nicht nur eine Reduzierung des Hubraums, sondern auch ein Leistungsverlust. Der Hubraum einzelner Motoren war nur noch halb so groß wie der des Vorgängermodells, bei dem über Jahre ein 8,2 Liter großer Achtzylindermotor verwendet worden war, und die Motorleistung sank aus bis zu 105 PS. Einige Konstruktionen waren nicht ausgereift, lösten Reklamationen aus und beschädigten den Ruf der Marke.
- Der einzige Motor, der über den gesamten Produktionszeitraum des dritten Eldoraco-Coupés angeboten wurde, war ein 5,7 Liter großer Achtzylinder-Dieselmotor, den Oldsmobile zulieferte. Seine Leistung betrug 105 SAE-PS. Mit ihm waren der Eldorado und Cadillacs Standardmodelle, für die der Diesel ebenfalls wahlweise angeboten wurde, untermotorisiert. Der Motor war zudem unzuverlässig.[5][6]
- Nur im Debütjahr war ein 5,7 Liter großer V8-Ottomotor als Standardmotor vorgesehen, der bereits seit 1975 im Cadillac Seville verwendet wurde. Er leistete 170 SAE-PS.
- Im Modelljahr 1980 trat ein Achtzylinder-V-Motor mit 6,0 Litern Hubraum an seine Stelle, der eine Eigenkonstruktion Cadillacs war. Er wurde in diesem Jahr serienmäßig auch in den anderen Cadillac-Modellen eingebaut. Der Motor hatte eine digitale Benzineinspritzung. Im Eldorado betrug seine Leistung 145 SAE-PS, fünf PS weniger als im DeVille bzw. Fleetwood.
- Für das Modelljahr 1981 bot Cadillac eine neue Version dieses Motors an, die mit einer Zylinderabschaltung ausgerüstet war. Je nach Belastungssituation arbeiteten vier, sechs oder acht Zylinder; die Abschaltung erfolgte elektromechanisch.[6] Die Motorleistung wurde mit 140 PS angegeben. Die Zylinderabschaltung funktionierte vielfach nicht fehlerfrei. Zusammen mit dem Achtzylinder-Dieselmotor beschädigte er zu Beginn der 1980er-Jahre den Ruf der Marke.[5]
- In den Modelljahren 1981 und 1982 gab es alternativ einen von Buick zugekauften 4,1 Liter großen Sechszylindermotor mit einer Leistung von 125 SAE-PS. Hierbei handelte es sich um den ersten Sechszylindermotor in der Geschichte Cadillacs.[6]
- Ab 1982 gab es schließlich einen von Cadillac selbst entwickelten 4,1-Liter-Achtzylindermotor mit der Bezeichnung High Technology Engine, der zunächst 125, ab 1983 dann 135 PS leistete. Er war ab 1983 die einzige Alternative zu Oldsmobiles Dieselmotor.

Die Kraftübertragung übernahm bis 1981 ein automatisches Dreiganggetriebe; danach kam eine Viergangautomatik zum Einsatz.

### Karosserie

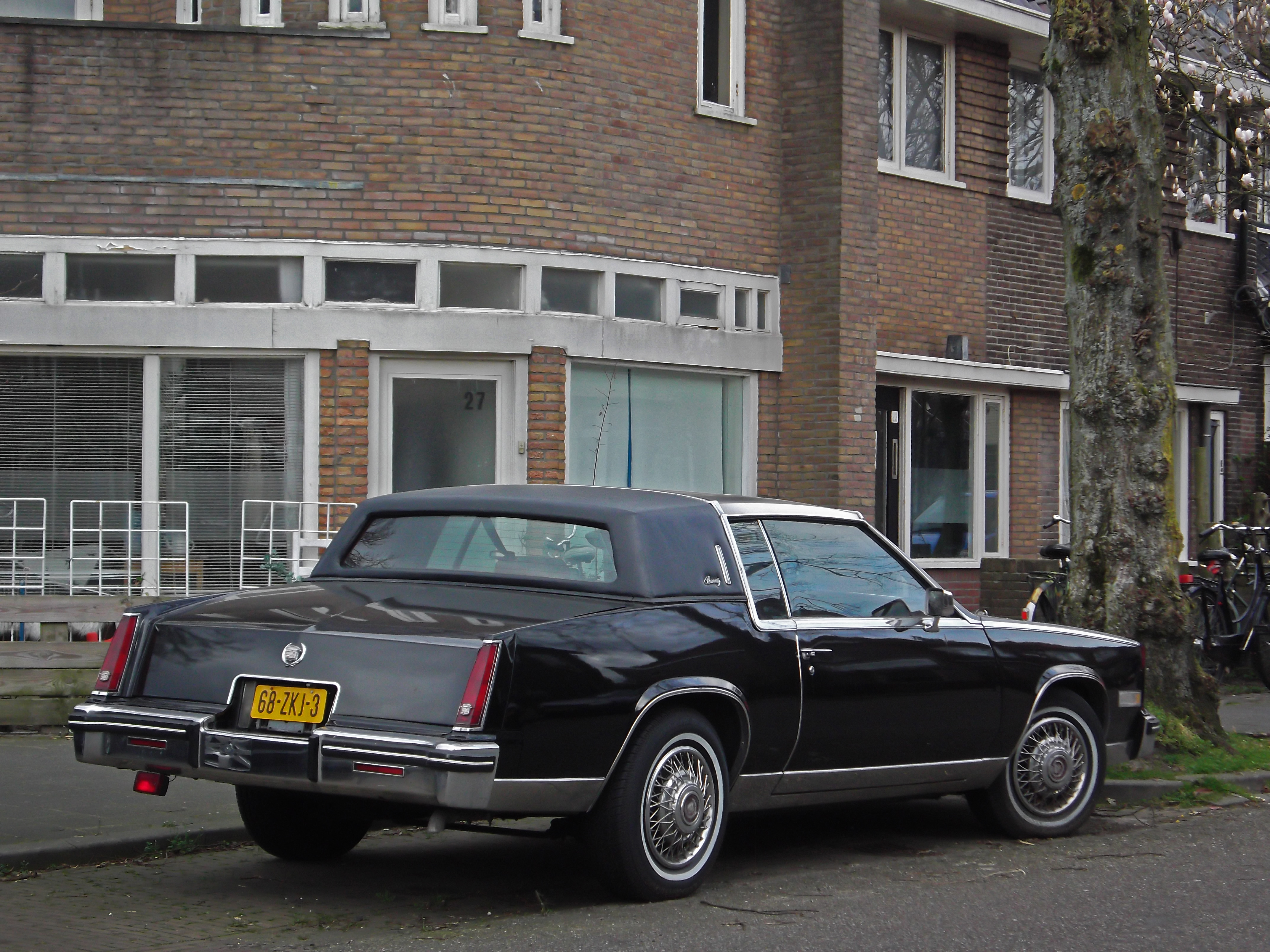
Eckige Linien: Cadillac Eldorado Diesel

Die Karosserie des Eldorado basierte auf der einheitlichen, für alle Fahrzeuge der E-Plattform identischen Rohkarosserie. Cadillacs Designer entwarfen gestalteten auf dieser Grundlage einen eckigen Aufbau mit glatten Flächen und deutlichen Winkeln. Die Grundproportionen, die Bill Mitchell bei dem 1967er Eldorado vorgegeben hatte, blieben auch hier erhalten: Der dritte frontgetriebene Eldorado hatte ebenfalls eine lange Motorhaube und ein im Vergleich dazu kurzes Heck. Auffälligstes Designelement war die fast senkrecht stehende C-Säule mit schmalem Heckfenster. Der leicht angewinkelte Heckabschluss mit schmalen, senkrechten Rückleuchten zitierte ebenfalls Bill Mitchells Eldorado von 1967. Die Frontpartie mit eckigen Doppelscheinwerfern und darunter angeordneten Blinkern entsprach der seinerzeit gängigen Mode; derartige Anordnungen boten alle Marken der drei großen US-amerikanischen Hersteller. Die Gestaltung des hinteren Dachteils und die Form des Vinylbezugs variierte je nach Ausstattungslinie.
In der Grundkonzeption ähnelten sich die Aufbauten des Eldorado und seiner Schwestermodelle; in vielen Details gab es aber deutliche Abweichungen.

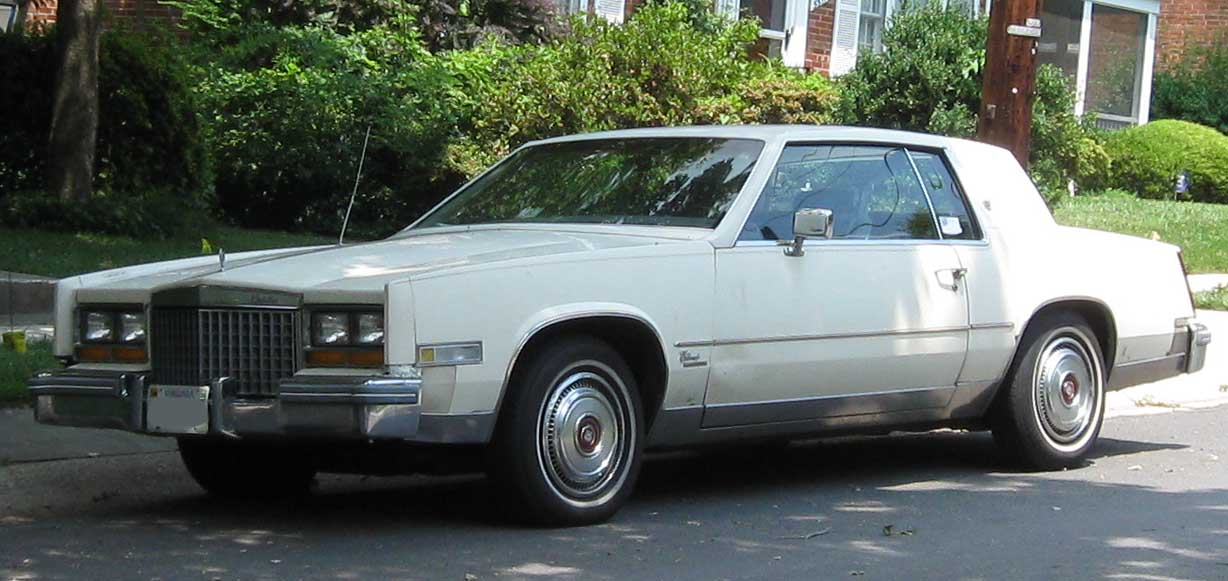
Cadillac Eldorado
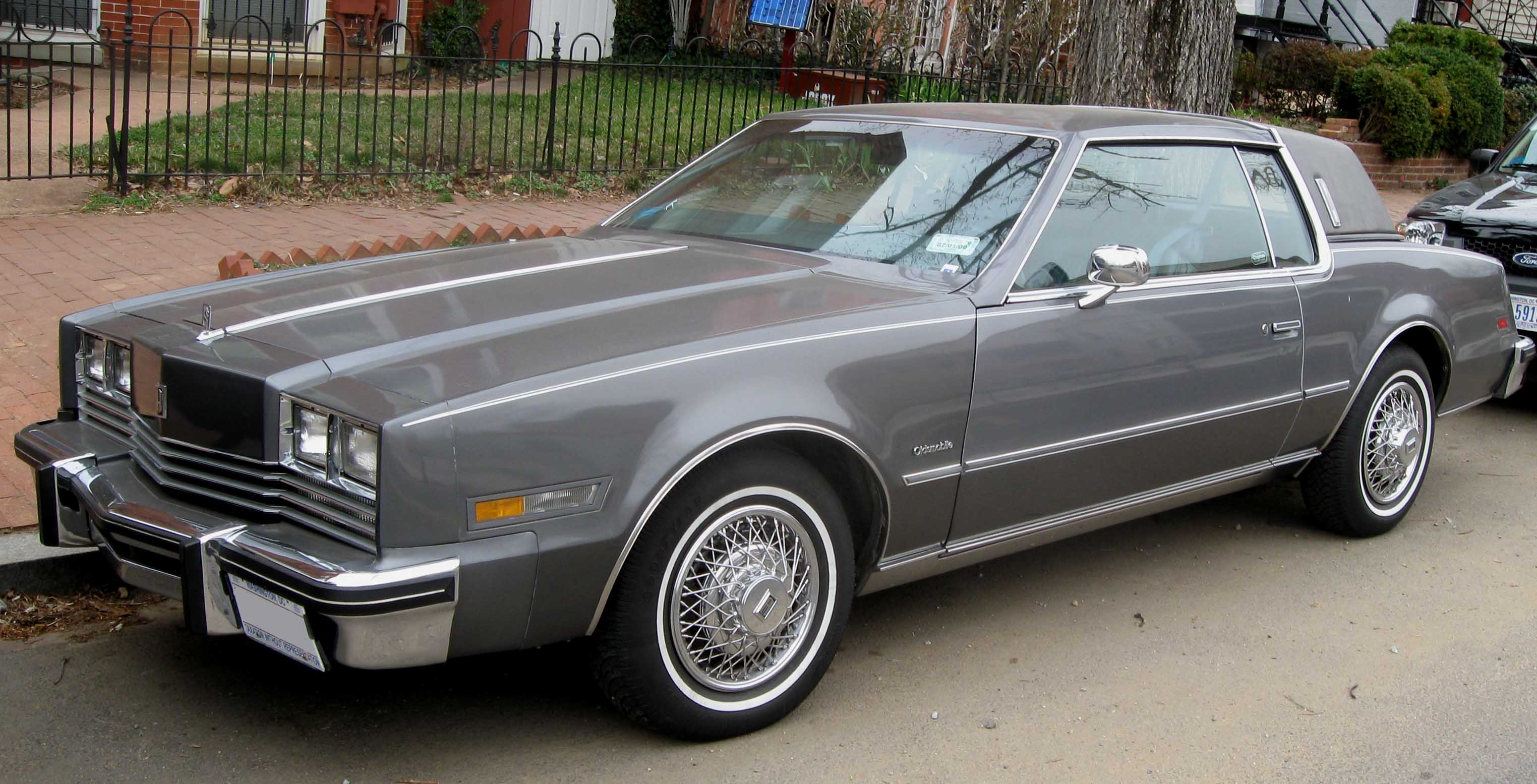
Oldsmobile Toronado
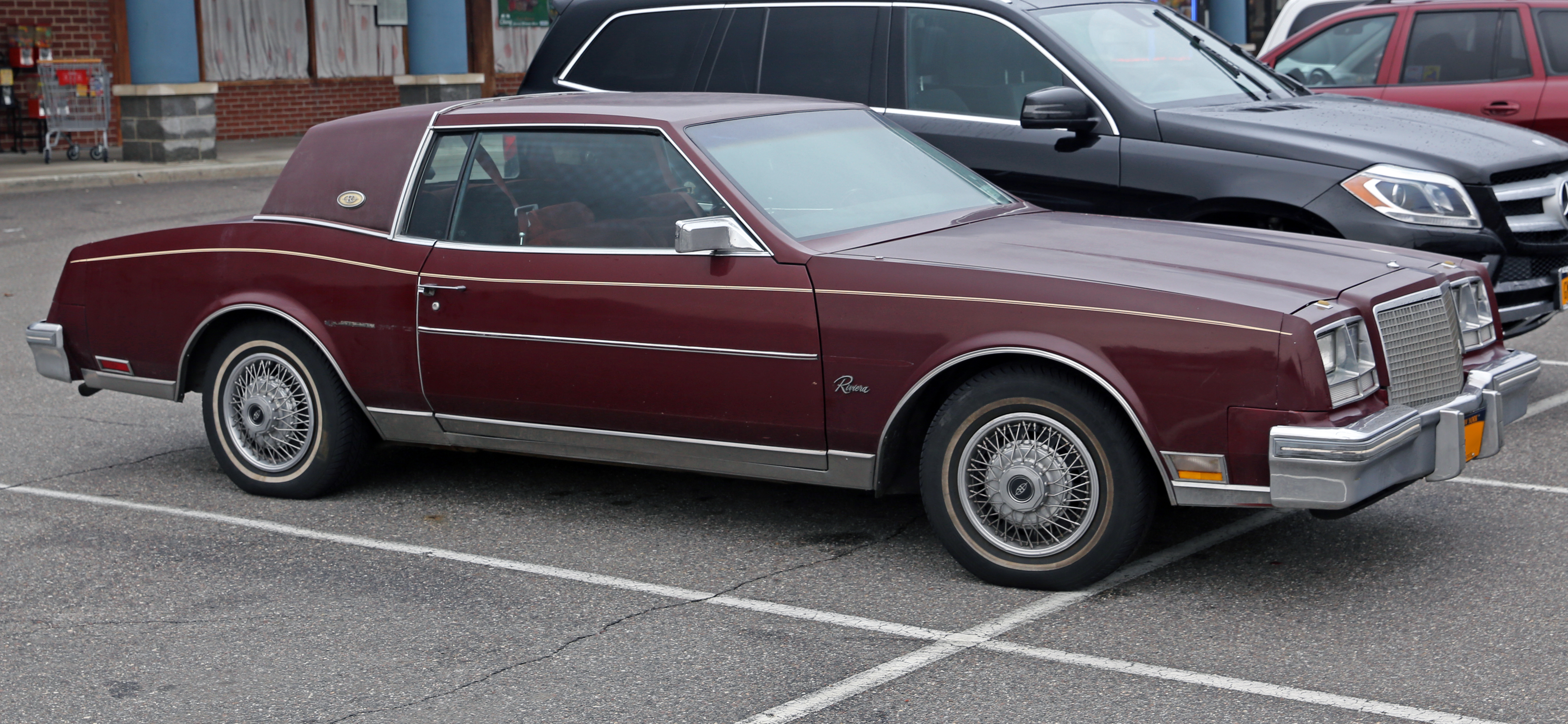
Buick Riviera

## Ausstattungslinien

### Eldorado Biarritz

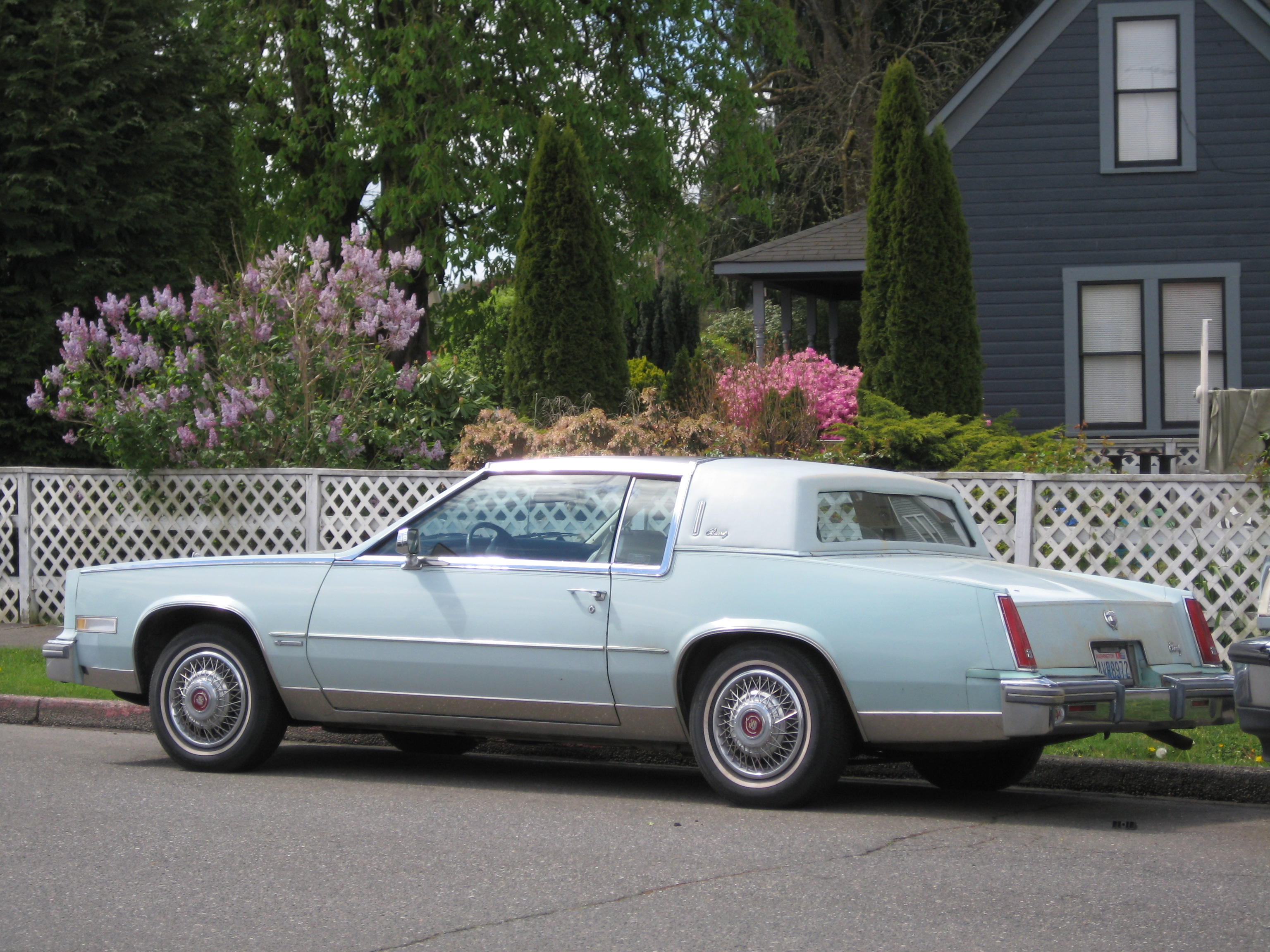
Cadillac Eldorado Biarritz

Während des gesamten Produktionszeitraums bot Cadillac eine besonders hochwertig ausgestattete Variante des Coupés unter der Bezeichnung Eldorado Biarritz an, die auf das baskische Seebad Biarritz Bezug nahm und eine bereits 1956 erstmals verwendete Nomenklatur aufgriff. Der Biarritz hatte besonders gestaltete Chromspeichenräder und speziell gepolsterte Sitze. Äußerlich unterschied sich der Eldorado Biarritz vom regulären Eldorado durch ein vorderes Dachteil aus unlackiertem, poliertem Edelstahl und einem Cabriolet Roof genannten hinteren Dachteil mit Vinylüberzug, das ungeachtet seiner Bezeichnung fest stand und nicht herunterklappbar war. Im ersten Jahr betrug der Aufpreis für einen Biarritz mit Lederausstattung 2.600 US-$. Kam ein Astroroof genanntes Schiebedach hinzu, so erhöhte sich der Aufpreis um 1.138 US-$.

### Touring Coupé
Ab 1982 war als weitere Alternative das Touring Coupé im Angebot, eine Ausstattungslinie, die laut Werbetext aus dem Eldorado ein „Driver's Car“ machte. Das Touring Coupé stellte eine sportliche Variante des Eldorado dar. Die Federung war härter eingestellt („Touring Suspension“), und im Innenraum gab es vorne anstelle der sonst üblichen durchgehenden Sitzbank zwei Einzelsitze, die durch eine Mittelkonsole voneinander getrennt waren. Äußerlich hatte das Touring Coupé weniger Chromschmuck als die regulären Eldorado-Modelle, und das Dach war in Wagenfarbe lackiert. Einen Vinylbezug gab es ebenso wenig wie Weißwandreifen.

## Eldorado Convertible

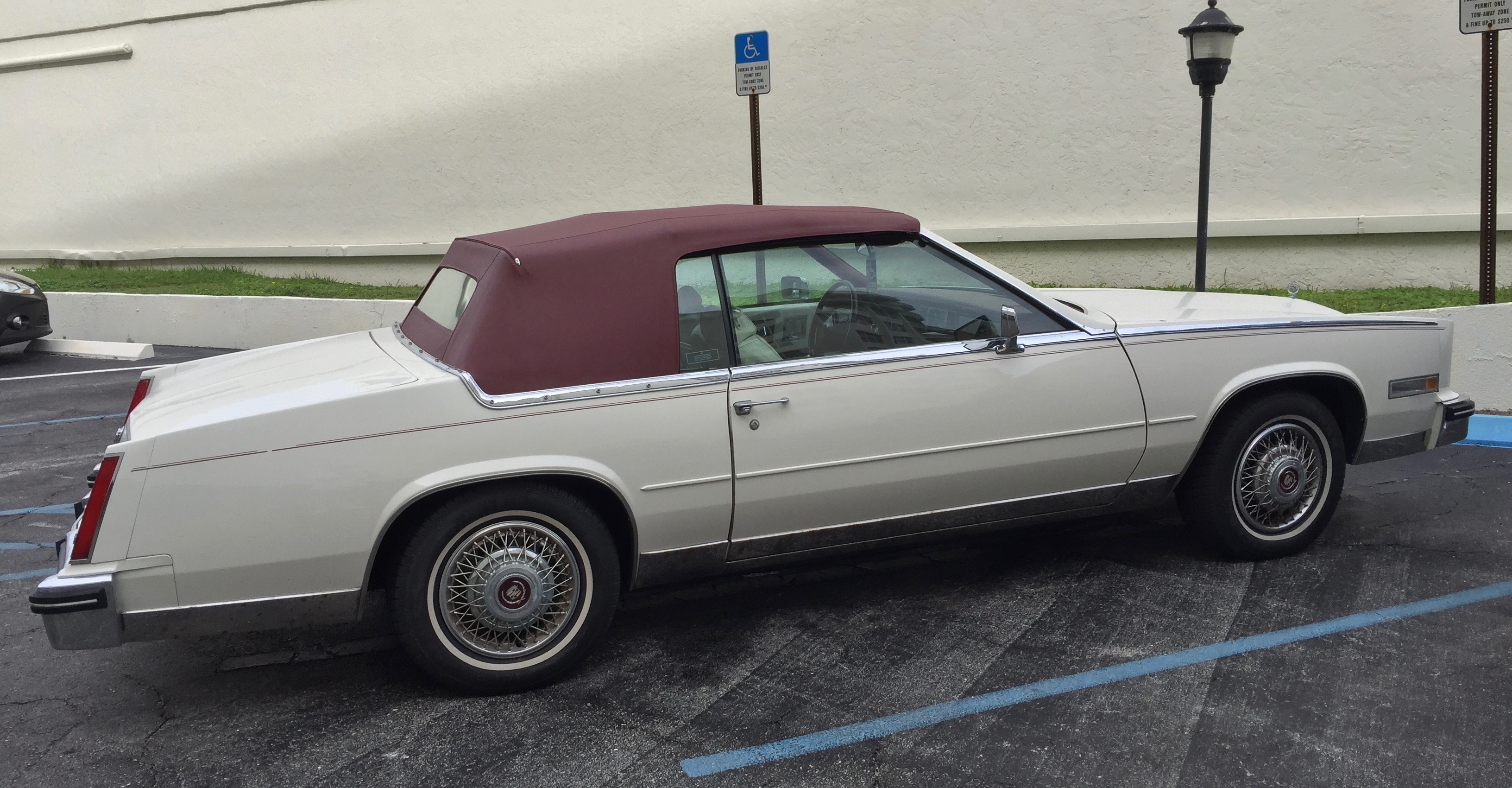
Cadillac Eldorado Biarritz Convertible

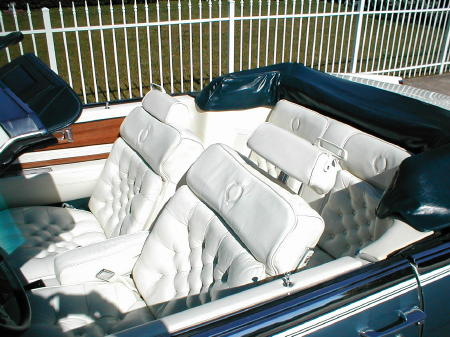
Aufwändig gestalteter Innenraum

1976 endete die Produktion des zunächst letzten offenen Cadillac Eldorado. Das Auto war schon in seinem letzten Produktionsjahr zu einem Spekulationsobjekt geworden, weil Cadillac erklärt hatte, künftig keine offenen Fahrzeuge mehr zu fertigen. Ungeachtet dessen blieb das Interesse an Eldorado Cabriolets auf dem US-amerikanischen Markt weiter bestehen. Mehrere unabhängige Unternehmen bauten ab 1977 von der zweiten Eldorado-Generation auf Kundenwunsch fabrikneue Coupés in Cabriolets um. Das setzte sich auch mit Einführung der dritten Generation des Eldorado fort. Zu den erfolgreichsten Umwandlern gehörten American Custom Coachworks (ACC) in Hollywood, die American Sunroof Corporation (ASC) in Michigan sowie Hess & Eisenhardt in Ohio.
Werksseitig nahm Cadillac diesen Bedarf des Marktes zunächst nicht auf. Cadillac bot in einigen Modelljahren nur das Cabriolet Roof an. Hierbei handelte es sich um ein Coupé mit festem Metalldach, das stoffbezogen war und den Eindruck eines geschlossenen Cabriolets erwecken sollte, tatsächlich aber nicht beweglich war.
Nachdem Chrysler mit dem kleinen, auf dem K-Car basierenden LeBaron Convertible 1982 erstmals wieder ein offenes amerikanisches Auto in das Serienprogramm aufgenommen hatte und damit erheblichen Erfolg erzielte, stellte Buick mit dem Riviera Convertible 1983 das erste neue GM-Cabriolet vor. Cadillac schloss sich im folgenden Jahr mit dem Eldorado Biarritz Convertible an. Der offene Eldorado wurde nicht direkt bei Cadillac gefertigt; vielmehr baute ASC Serien-Coupés nun im Werksauftrag in Cabriolets um. Das Convertible war ausschließlich mit dem 4,1 Liter großen Achtzylinder-Ottomotor erhältlich; eine Dieselversion wurde nicht angeboten. Der Preis für ein neues Eldorado Convertible übertraf mit 31.286 US-$ den eines regulären Eldorado Coupés um mehr als 50 Prozent. 1984 entstanden 3.300, im Folgejahr noch einmal 2.300 Exemplare des Convertible.

## Umbauten

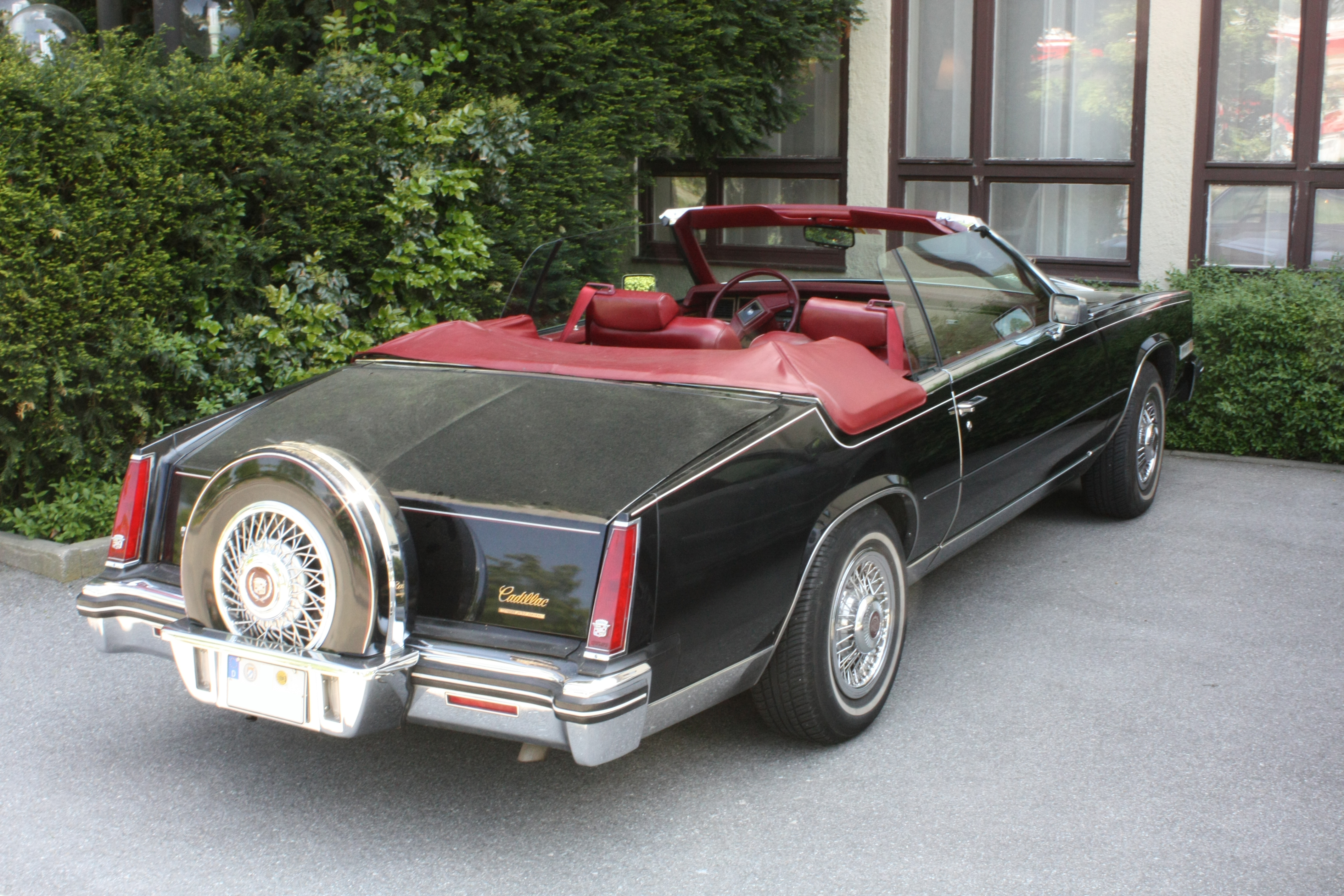
Nachträglich umgebautes Eldorado Cabriolet mit externem Reserverad am Fahrzeugheck

Der dritte frontgetriebene Cadillac Eldorado war Grundlage zahlreicher Umbauten, die unabhängige Unternehmen im Kundenauftrag anboten. Neben den Cabriolet-Konversionen entstanden auch unterschiedliche verlängerte Ausführungen, bei denen zwischen dem vorderen Radkasten und der vorderen Türkante ein verkleidetes Reserverad installiert wurde. Derartige Umbauten fertigte vor allem ACC. Andere Varianten waren externe Reserveräder am Wagenheck oder voll verkleidete B-Säulen.
Auf der Grundlage dieser Eldorado-Generation produzierte der amerikanische Hersteller Pierre Cardin Automotive ein äußerlich verfremdetes und mit einer hochwertigen Innenausstattung versehenes Luxuscoupé namens Cardin Evolution I, das zwischen 1980 und 1982 in etwa 100 Exemplaren verkauft wurde.

## Produktion
Die dritte frontgetriebene Generation des Cadillac Eldorado wurde sieben Jahre lang produziert. Auf dem heimischen Markt konkurrierte er vor allem mit dem von Fords Luxusmarke Lincoln vertriebenen Continental Mark VI, der vier Jahre lang gebaut wurde und als Coupé und viertürige Limousine erhältlich war. Zeitweise war auch der Chrysler-Konzern im Segment der Personal Luxury Cars vertreten; drei Jahre lang gab es hier das extravagant gestaltete Imperial Coupé. Der Cadillac Eldorado war von diesen drei Fahrzeugen das mit Abstand erfolgreichste Modell.
| Produktionszahlen Cadillac Eldorado und seine Konkurrenten im Vergleich |                         |                          |                           |                            |                |
|                                                                         | Cadillac                | Lincoln                  | Chrysler                  |                            |                |
| Modelljahr                                                              | Cadillac Eldorado Coupé | Continental Mark V Coupé | Continental Mark VI Coupé | Continental Mark VII Coupé | Imperial Coupé |
| 1979                                                                    | 67.436                  | 75.939                   |                           |                            |                |
| 1980                                                                    | 52.683                  |                          | 38.891                    |                            |                |
| 1981                                                                    | 60.643                  |                          | 18.740                    |                            | 8.113          |
| 1982                                                                    | 52.018                  |                          | 11.532                    |                            | 2.717          |
| 1983                                                                    | 67.416                  |                          | 12.743                    |                            | 1.555          |
| 1984                                                                    | 74.506                  |                          |                           | 33.344                     |                |
| 1985                                                                    | 74.101                  |                          |                           | 18.355                     |                |